# سفارة روسيا البيضاء في السويد
سفارة روسيا البيضاء في السويد هي أرفع تمثيل دبلوماسي لدولة روسيا البيضاء لدى السويد. تقع السفارة في ستوكهولم وهي تهدف لتعزيز المصالح البيلاروسية في السويد.

## وصلات خارجية
- قائمة سفارات روسيا البيضاء
- قائمة السفارات في السويد